# Akimoto (Klan)

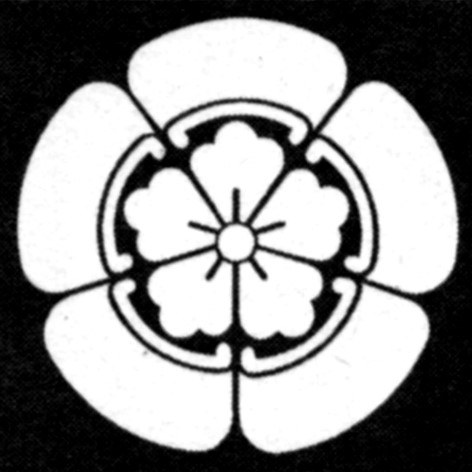
Wappen der Akimoto (Akimoto Baum-Melone, Mokkō)

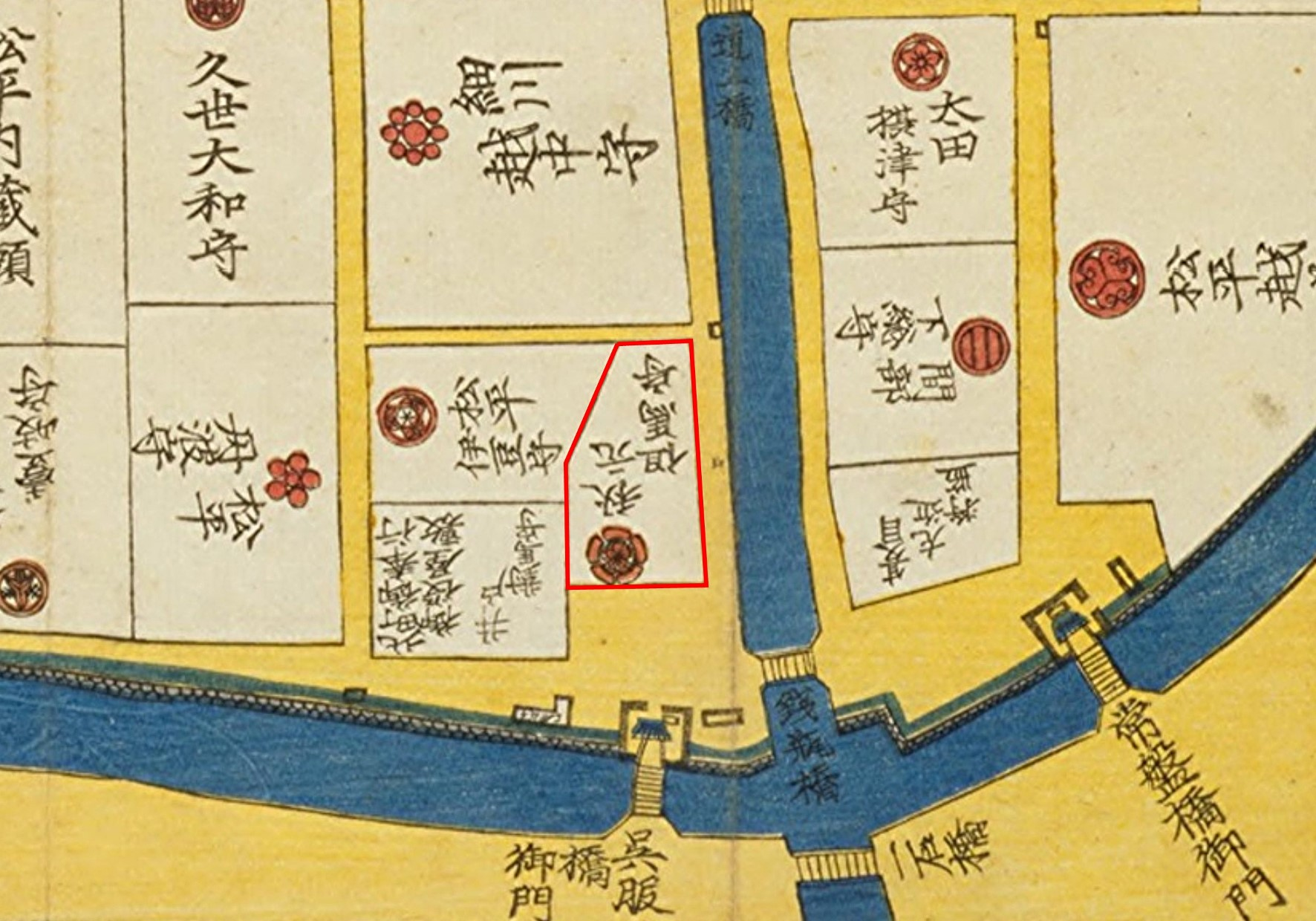
Akimoto-Residenz

Die Akimoto (japanisch 秋元氏, Akimoto-shi) waren eine Familie des japanischen Schwertadels (Buke), die sich von den Utsunomiya und durch diese von den Fujiwara ableitete. Mit einem Einkommen von 63.000 Koku gehörten die zuletzt in Tatebayashi (Präfektur Gumma) residierenden Akimoto zu den größeren Fudai-Daimyō der Edo-Zeit.

## Genealogie
Um 1450 wurde die Familie nach ihrem Wohnsitz Akimoto in der Provinz Kazusa genannt.
- Nagatomo (長朝; † 1628) diente erst den Hōjō. Nach dem Fall von Odawara schloss er sich Tokugawa Ieyasu an, der ihm Besitz in Sōsha (Kōzuke) gab und ihn im Jahre 1600 nach der Schlacht von Sekigahara zum Daimyō erhob.

- Yasutomo (泰朝; 1580–1642), Sohn mit dem Ehrentitel Tajima no kami erhielt 1641 Yamura (Kai) mit 18.000 Koku.

- Takatomo (喬知; 1647–1714), ein Sohn des Toda Tadamasa, wurde von Tomitomo Tomitomo (富朝), der keine Nachkommen hatte, adoptiert. Er wurde 1704 nach Kawagoe (Musashi) mit 50.000 Koku versetzt. Seine Nachkommen residierten ab 1767 in Yamagata (Dewa) und dann von 1845 bis 1868 in Tatebayashi (Kōzuke) mit 63.000 Koku. Letzter Daimyō war
- Yukitomo (忠朝), auch Hirotomo (礼朝, 1848–1883). Nach 1868 Vizegraf.